# Elisabeth Gräb-Schmidt

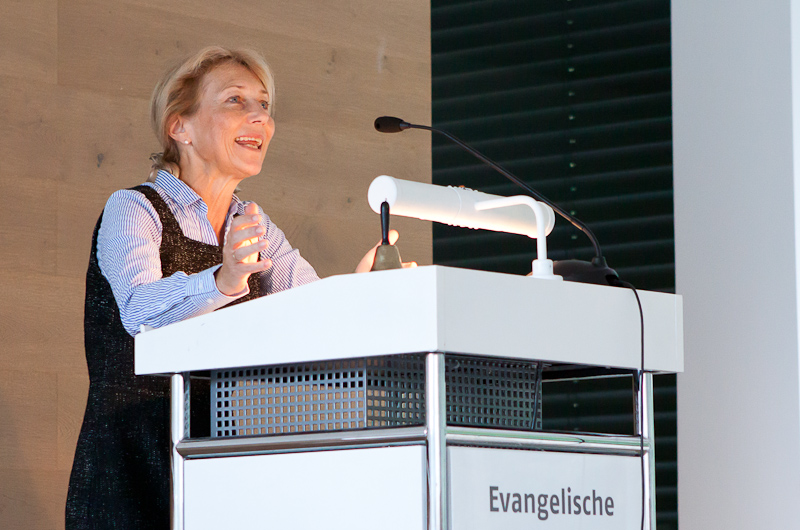
Elisabeth Gräb-Schmidt (2014)

Elisabeth Gräb-Schmidt (* 1956 in Bad Säckingen) ist eine deutsche Professorin für systematische Theologie mit Schwerpunkt Ethik an der Eberhard Karls Universität Tübingen.

## Leben
Elisabeth Gräb-Schmidt studierte Evangelische Theologie in Göttingen, Berkeley, Heidelberg und Mainz. Nach dem Vikariat wurde sie 1992 in Mainz mit einer Arbeit zu Karl Heim promoviert. Im Jahr 2000 habilitierte sie sich mit einer Arbeit zur Technikethik. Von 2002 bis 2010 hatte sie eine Professur an der Justus-Liebig-Universität Gießen inne. Seit 2010 ist sie ordentliche Professorin für Systematische Theologie mit Schwerpunkt Ethik sowie Direktorin des Instituts für Ethik der Evangelisch-Theologischen Fakultät der Universität Tübingen.
Elisabeth Gräb-Schmidt ist verheiratet mit dem Physiker Hans-Rudolf Schmidt und hat zwei Kinder. Ihr Vater, Pfarrer Paul Gräb, tat sich als Kunstsammler sowie in der Behindertenarbeit und Diakonie hervor und trägt das Bundesverdienstkreuz 1. Klasse. Ihr Bruder, Wilhelm Gräb, war Professor für Praktische Theologie an der Humboldt-Universität zu Berlin.
Gräb-Schmidt war Interviewpartnerin für die ZDF-Reihe God’s Cloud (2013–2018).

## Forschungsschwerpunkte
Gräb-Schmidt forscht vor allem im Feld der Ethik, besonders zu Technikethik und Medizinethik. Dazu kommen Veröffentlichungen zum Dialog von Naturwissenschaft und Theologie, zu Religionstheorie und interreligiösem Dialog, sowie zu Kulturhermeneutik und Lebensphilosophie. Einen weiteren Schwerpunkt bildet die Religionsphilosophie Søren Kierkegaards.

## Funktionen (Auswahl)
Gräb-Schmidt ist Mitglied zahlreicher gesellschaftlicher und kirchlicher Gremien und Kammern.
2018 wurde Gräb-Schmidt in den Deutschen Ethikrat berufen. Die Berufung wurde 2022 für weitere vier Jahre erneuert. Seit 2019 ist Gräb-Schmidt Mitglied im Wissenschaftlichen Beirat für das Friedensinstitut der Evangelischen Hochschule Freiburg. Gräb-Schmidt hat seit 2017 zusammen mit Jacob Joussen den Vorsitz des Evangelischen Hochschulbeirats der EKD inne. Sie ist seit 2015 Mitglied der Ständigen Senatskommission der DFG für Grundsatzfragen der Genforschung und bereits seit 2013 Mitglied der Zentrale Ethikkommission (ZEKO) der Bundesärztekammer.
Gräb-Schmidt war Mitglied im Rat der EKD von 2013 bis 2021 sowie Mitglied der Kammer für öffentliche Verantwortung der EKD.
2013 sowie 2016/17 war Gräb-Schmidt als Fellow am Max-Weber-Kolleg für Kultur- und Sozialwissenschaftliche Studien in Erfurt. 2007–2018 war Gräb-Schmidt Vorsitzende des Theologischen Arbeitskreises Pfullingen.
Hinzu kommen zahlreiche Vorsitze (Wissenschaftliche Gesellschaft für Theologie und weitere) und Herausgeberschaften (Zeitschrift für Evangelische Ethik, Zeitschrift für Theologie und Kirche).

## Werke (Auswahl)
- Erkenntnistheorie und Glaube. Karl Heims Theorie der Glaubensgewißheit vor dem Hintergrund seiner Auseinandersetzung mit dem philosophischen Ansatz Edmund Husserls (TBT 53), Berlin 1993.
- Technikethik und ihre Fundamente. Dargestellt in Auseinandersetzung mit den technikethischen Ansätzen G. Ropohls und W. Ch. Zimmerlis, Berlin 2002.
- (Hrsg. mit Wolfgang Achtner): Was ist Religion?, Gießen 2008.
- (mit Karl-Christian Epting u. a.): NETZE – Hanna und Paul Gräb. Ein Lebenswerk, Freiburg i. Br. 2012
- (Hrsg.): Was heißt Natur? Philosophischer Ort und Begründungsfunktion des Naturbegriffs, Leipzig 2015
- (Hrsg. mit Ferdinando Menga): Grenzgänge der Gemeinschaft. Eine interdisziplinäre Begegnung zwischen sozial-politischer und theologisch-religiöser Perspektive, Tübingen 2016
- (Hrsg. mit Julian Zeyher-Quattlender): Friedensethik und Theologie. Systematische Erschließung eines Fachgebiets aus der Perspektive von Philosophie und christlicher Theologie, Baden-Baden 2018
- (Hrsg. mit Benjamin Häfele und Christian P. Hölzchen): Transzendenz und Rationalität. Symposion und Feier anlässlich des 60. Geburtstages von Prof. Dr. Elisabeth Gräb-Schmidt (2016, Tübingen), Leipzig 2019